# Besor
Der Besor (hebräisch נַחַל הַבְּשׂוֹר Nachal haBəsōr auch … ha-Bsōr, in Sprachen ohne den Laut ch (IPA χ): auch Nahal …) ist ein etwa 111 km langes Wadi im Süden Israels und im Gazastreifen. Der Unterlauf im Gazastreifen heißt Wadi Gaza (arabisch وادي غزة, DMG Wādī Ġazza).

## Flusslauf
Der Besor entspringt auf einer Höhe von etwa 600 m in der Wüste Negev 9 km südwestlich vom Kibbuz Sde Boker im Süden von Israel. Er fließt anfangs nach Norden. Nach etwa 10 Kilometern durchschneidet der Besor einen Höhenzug in nördlicher Richtung. Anschließend fließt er in überwiegend nordwestlicher Richtung durch die Wüste. Der Besor passiert den Kibbuz Revivim. Bei Flusskilometer 49 trifft der Fluss Beʾer Scheva von rechts auf den Besor. Der Besor passiert den Kibbuz Zeʾelim und wendet sich im Anschluss nach Norden. Entlang dem Fluss befinden sich nun landwirtschaftlich bewässerte Flächen. Der Besor fließt westlich am Kibbuz Reʿim vorbei und nimmt den Gerar bei Flusskilometer 14 rechtsseitig auf. Die unteren 9 Kilometer verläuft der Besor als Wadi Gaza im Gazastreifen. Kurz hinter der Grünen Linie befindet sich am linken Flussufer eine Kläranlage, die den Unterlauf mit Klärwasser versorgt. Im Gazastreifen liegen am linken Flussufer die Flüchtlingslager al-Buraidsch und Nuseirat, am rechten Flussufer die Orte al-Mughraqa und az-Zahra’. Der Wadi Gaza fließt die letzten zwei Kilometer nach Westen und mündet schließlich ins Mittelmeer.

## Ökologie
Am Mittellauf befindet sich der israelische Eschkol-Nationalpark. Der Unterlauf im Gazastreifen gilt als wichtiger Zwischenstopp für Zugvögel.

## Geschichte
Der Flusslauf trennt den nördlichen Teil des Gazastreifens vom südlichen. In der Folge des Terrorangriffs der Hamas auf Israel im Jahr 2023 forderte das israelische Militär die Bewohner im nördlich vom Wadi Gaza gelegenen Teil des Gazastreifens auf, ihn zur eigenen Sicherheit zu verlassen.